# Nanchong Gaoping Airport
Nanchong Gaoping Airport är en flygplats i Kina. Den ligger i provinsen Sichuan, i den sydvästra delen av landet, omkring 190 kilometer öster om provinshuvudstaden Chengdu. Nanchong Gaoping Airport ligger 276 meter över havet.
Runt Nanchong Gaoping Airport är det tätbefolkat, med 709 invånare per kvadratkilometer. Närmaste större samhälle är Nanchong, 4,9 km nordost om Nanchong Gaoping Airport. Trakten runt Nanchong Gaoping Airport består till största delen av jordbruksmark.
Genomsnittlig årsnederbörd är 1 393 millimeter. Den regnigaste månaden är juni, med i genomsnitt 264 mm nederbörd, och den torraste är december, med 8 mm nederbörd.